# Sobanga rutilalis
Sobanga rutilalis är en fjärilsart som beskrevs av Walker 1862. Sobanga rutilalis ingår i släktet Sobanga och familjen Crambidae. Inga underarter finns listade i Catalogue of Life.